# ايرثان كافاك
ايرثان كافاك (بالتركية: Erhan Kavak)‏ (16 ديسمبر 1987 ببرن في سويسرا - ) هو لاعب كرة قدم تركي في مركزي الهجوم والوسط. شارك مع منتخب سويسرا تحت 20 سنة لكرة القدم. أما مع النوادي، فقد لعب مع كارسياكا ونادي بيل-بيين ونادي ثون ونادي يانغ بويز وKartal S.K. ‏ وFC Münsingen ‏ وباندرمة سبور.

## وصلات خارجية
- ايرثان كافاك على موقع اتحاد تركيا (لاعب) (الإنجليزية)
- ايرثان كافاك على موقع قاعدة بيانات كرة القدم.إي يو (الإنجليزية)
- ايرثان كافاك على موقع Soccerway.com (الإنجليزية)
- ايرثان كافاك على موقع عالم كرة القدم.نت (الإنجليزية)